# P. Christensen a/s
P. Christensen A/S er en dansk bilforhandler- og autoværkstedskæde med 12 afdelinger i Danmark og hovedkvarter i Odense. Virksomheden blev grundlagt i 1924 og er siden 1977 ejet af Peter Lygum Christensen. De forhandler ti forskellige bilmærker, hvoraf Mercedes-Benz er det væsentligste. I 2024 havde P. Christensen 460 ansatte og omsatte for 2,7 mia. kroner.

## Produkter
Virksomheden forhandler alle modeller af Mercedes-Benz, Smart Peugeot samt reservedele og udstyr til disse. Tidligere forhandlede virksomheden også de amerikanske mærker, Jeep, Chrysler og Dodge, hvorfor der stadig udføres autoriseret service og reparationer af disse mærker fra virksomhedens værksteder.
Desuden er virksomheden autoriseret OMNIplus-partner for EvoBus og yder autoriseret service og reparationer på Setra-busser og Mercedes-Benz-busser.

## Historie
I 1924 begyndte virksomheden at sælge automobiler i Kolding. I 1935 begyndte den at forhandle Merzedes-Benz og er således den ældste Mercedes-Benz-forhandler i Danmark. I 1948 kom anden generation, H.P. Christensen, ind i virksomheden, mens tredje generation, P. Christensen, trådte ind i 1991. Her overtog anden og tredje generation en filial af den tidligere Mercedes-importør Bohnstedt-Petersen.
I 2002 åbnede virksomheden i fællesskab med DaimlerChrysler Distribution AS og Ejner Hessel A/S, Danmarks største center for handel med brugte personbiler, Mercedes-Benz Starmark i Vejle på 6.500 kvadratmeter, som de trådte ud af i 2010. I 2003 overtog virksomheden Brdr. Platz A/S, og dermed forhandling og service af DaimlerChryslers-produkter i Sønderjylland.
I 2005 blev datterselskabet P. Christensen Biludlejning A/S (nu Rent-a-Star / Lease-a-star) etableret som selvstændigt selskab, med henblik på styring af koncernens interne flådepark.